# 浙江遠洋
浙江遠洋運輸股份有限公司創立於1980年，是浙江交通投資集團旗下公司，主要從事航運。

## 沿革
2016年7月，浙江交通投資集團以浙江遠洋不能償還到期債務和資產不足以償還債務為由，向杭州市中級法院申請浙江遠洋破產。截止2016年7月底，浙江遠洋的資產額為51.5億元人民幣，負債額為84.5億元人民幣。有指浙江遠洋破產主要原因是因為浙江遠洋在2010年擴張船隊，但遠洋散貨市場不景，令到公司持續虧損。2016年10月25日，杭州市中級法院宣告浙江遠洋破產。